# Otava, S:t Michel
Otava är en tätort (finska: taajama) i S:t Michels stad (kommun) i landskapet Södra Savolax i Finland. Fram till 2000 låg Otava i S:t Michels landskommun. Vid tätortsavgränsningen den 31 december 2021 hade Otava 1 443 invånare och omfattade en landareal av 5,92 kvadratkilometer.